# Alicia Vacas Moro
Alicia Vacas Moro   (Espanya, segle XX) és una infermera espanyola responsable de les Germanes Missioneres Combonianes a l'Orient Mitjà i Àsia. Va servir com a infermera a Egipte i a Betània a Cisjordània. Durant la pandèmia va tornar per ajudar a Itàlia. Va ser guardonada amb el Premi Internacional Dona Coratge el 2021 per recomanació de la Santa Seu pel seu treball.

## Biografia
Vacas va néixer a Espanya cap a l'any 1972. Va estudiar per ser infermera i va utilitzar aquestes habilitats a Egipte, on tractava 150 pacients beduïns al dia.
El 2017 tenia cura de monges grans a Verona. Havia passat set anys a l'Israel i Palestina, on ella i les altres religioses tenien cura de beduïns i sol·licitants d'asil, sense tenir en compte les seves creences. Durant les guerres a Gaza el 2010 i el 2014, va formar part d'una missió de recerca de fets promoguda per Physicians for Human Rights–Israel. Va dir que Déu estava a les ruïnes i a les seves pròpies debilitats.
Va ser guardonada amb el Premi Internacional Dona Coratge el 2021 després de ser nominada per la Santa Seu. Aleshores treballava a Betània en un convent combonià on la casa estava envoltada per tres costats per la muralla que separa Israel dels seus veïns. El convent s'havia fundat l'any 1966 i en un moment va estar situat en territori jordà; l'any 2019 el convent es va registrar a Amman com a petita casa religiosa amb tres religioses que hi vivien. Era la monja superiora.
L'any 2004 durant el segon aixecament palestí el convent va quedar inaccessible per la meitat de les persones que atenen. El convent està envoltat de blocs de formigó i filferro de pues. Els arbres van desaparèixer quan la paret va passar pel seu jardí. El convent tenia una llar d'infants i durant un temps hi havia una petita finestra a la paret perquè els pares poguessin portar els seus fills cada dia. La porta d'accés va quedar bloquejada i la llar d'infants va perdre la majoria dels nens, ja que els seus pares van haver d'agafar dos autobusos per portar i anar a buscar els seus fills. El parc infantil té un sostre ignífug per evitar l'impacte dels còctels molotov i els nens que juguen són mirats per la muralla i les seves torres de vigilància. El convent està tan a prop del mur que és un punt d'aterratge pràctic per als palestins que estan saltant per sobre del mur. Això fa que el convent sigui un lloc de disrupció i fa que els nens d'allà vegin soldats dues vegades al dia i Vacas lamenta que aquesta sigui la imatge que els nens tenen dels israelians.
Vacas va viatjar al nord d'Itàlia durant la pandèmia COVID-19 del país per ajudar les germanes. Deu germanes van morir durant la pandèmia en una comunitat de 55 monges combonianes d'edat avançada a Bèrgam. La seva tasca és dirigir els missioners combonians per a l'Orient Mitjà i Àsia.
El premi Dona Coratge va ser lliurat en companyia de Linda Thomas-Greenfield, l'ambaixadora dels EUA a les Nacions Unides, i la primera dama, la doctora Jill Biden, pel secretari d'estat Antony Blinken el 8 de març de 2021. Hi va haver 14 premis. Després de la cerimònia, es va programar una "Virtual Watch Party" organitzada pel càrrec d'afers nord-americà a la Santa Seu, Patrick Connell, i la germana Patricia Murray, que era la secretària executiva de la Unió Internacional de Superiors Generals.